# Club Balonmano Bolaños
El Club Balonmano Bolaños (conocido, por motivos de patrocinio como Vinos Doña Berenguela Bolaños) es un club de balonmano de la localidad de Bolaños de Calatrava que, en la actualidad, milita en la División de Honor Oro.
El club fue fundado para potenciar el deporte femenino (aunque tienen equipos en la competición masculina) y compiten en todas las categorías nacionales y autonómicas: base juvenil, territorial autonómico y División de Honor Oro. El primer equipo bolañego milita en la segunda división nacional desde la temporada 2013/2014 y lleva tres años luchando por ascender a la División de Honor.

## Historia
Nacida en el año 2000en el club se cubren todas las categorías con equipos en alevín, benjamín, infantil, cadete y juvenil en la etapa formativa. En la liga territorial el club tiene un equipo integrado por jugadoras locales que busca fomentar el deporte femenino.

### Masculino
En el 2007 se incluyó un equipo masculino en categoría juvenil que ha ido evolucionando conforme los jugadores han ido creciendo y, en 2016, consiguió el ascenso a Primera División Nacional y en 2023 el equipo llegó a jugar la fase de ascenso a la División de Honor Plata.

### Jugadoras históricas
De una ciudad de 12,000 personas han salido grandes jugadoras que han participado internacionalmente con las Guerreras en los últimos años: María del Mar Sobrino, Jimena Laguna, Nazaret Calzado o Macarena Aguilar, que da nombre al pabellón bolañego.

### Temporada a temporada
| Temporada | Cat. | División                | Pos. | Notas                              |
| --------- | ---- | ----------------------- | ---- | ---------------------------------- |
| 2018-19   | 2    | División de Honor Plata | 2.º  | Grupo D. 3.º fase final de ascenso |
| 2019-20   | 2    | División de Honor Plata | 3.º  | Grupo D                            |
| 2020-21   | 2    | División de Honor Plata | 2.º  | Grupo D                            |
| 2021-22   | 2    | División de Honor Plata | 2.º  | Grupo D. 4.º fase final de ascenso |
| 2022-23   | 2    | División de Honor Oro   | 6.ª  |                                    |
| 2023-24   | 2    | División de Honor Oro   | 6.ª  |                                    |

## Equipo

### División de Honor Oro - Temporada 2023-24[9]
|  | - 1. Andrea Suarez Sánchez - 22. Miriam Rodríguez Madridejos - 2. Alba Afonso Castro - 7. Amagoia Lainez Martínez de Lizarrondo - 10. Carolina Paola Charlo Arnaldi - 18. María Pérez Martín - 20. Zoe Turnes Cali - 21. Esther Martín-Buro Sánchez | - 5. Mariangeles de Uriarte - 8. Nazaret Gracia Sánchez - 17. Lucía Gómez-Calcerrada Ramos - 6. Andrea Guerrero Peris - 9. Eva Márquez Castillo - 15. Odalys Escalona Iglesias - 99. Alba Sobrino Muñoz |

## Torneo y Campus
El Club Balonmano Bolaños organiza el Torneo nacional de balonmano base "Villa de Bolaños" y el Campus "Villa de Bolaños", que en 2019 cumplió la vigésima edición.

## Distinciones y trofeos
- Placa al Mérito Deportivo de la Federación Española de Balonmano (2019)[12]
- Club Élite (2021)[13]
- Iberdrola SuperA Competición (2021)[3]

### Trofeos
- 1 x Trofeo de la Junta de Comunidades (2023)[14]
- 1 x Trofeo de Diputación (2023)[15]